# Martyna Łukasik
Martyna Łukasik (Gdańsk, 20 de novembro de 1999) é uma jogadora de voleibol profissional polonesa, que faz parte da Seleção Polonesa de Voleibol Feminino.
Łukasik participou do Campeonato Mundial de Voleibol Feminino Sub-20 de 2017, do Montreux Volley Masters de 2018 e da Liga das Nações de Voleibol Feminino de 2018. A nível de clubes, ela jogou pelo Klub Piłki Siatkowej Chemik Police. Na Liga das Nações de Voleibol Feminino de 2023, Łukasik foi eleita como a segunda "Melhor Ponteira" da competição, na qual a Polônia garantiu a medalha de bronze.